# Championnat de Chypre de football 1963-1964
Navigation
Saison précédente Saison suivante
La saison 1963-1964 du Championnat de Chypre de football était la 26e édition officielle du championnat de première division à Chypre. Les onze meilleurs clubs du pays se retrouvent au sein d'une poule unique, la Cypriot First Division, où ils s'affrontent 2 fois, à domicile et à l'extérieur.
À cause des événements survenus à Chypre en décembre 1963 (cf. Histoire de Chypre), le championnat est interrompu après quelques journées, le titre n'est donc pas attribué cette saison. Seule la Coupe de Chypre va jusqu'à son terme; c'est l'Anorthosis Famagouste, le champion sortant, qui remporte la compétition et se qualifie ainsi pour la Coupe des Coupes.

## Clubs participants
- APOEL Nicosie
- AEL Limassol
- Olympiakos Nicosie
- Omonia Nicosie
- Aris Limassol
- EPA Larnaca
- Alki Larnaca
- Pezoporikos Larnaca
- Anorthosis Famagouste
- Nea Salamina
- Apollon Limassol

## Compétition

### Classement
Le barème utilisé pour établir le classement est le suivant :
- Victoire : 2 points
- Match nul : 1 point
- Défaite : 0 point

| Rang | Équipe                    | Pts | J | G | N | P | Bp | Bc | Diff |
| ---- | ------------------------- | --- | - | - | - | - | -- | -- | ---- |
| 1    | Omonia Nicosie            | 12  | 6 | 6 | 0 | 0 | 13 | 2  | +11  |
| 2    | APOEL Nicosie             | 11  | 7 | 5 | 1 | 1 | 18 | 7  | +11  |
| 3    | Nea Salamina              | 10  | 7 | 4 | 2 | 1 | 16 | 10 | +6   |
| 4    | Apollon Limassol          | 9   | 8 | 3 | 3 | 2 | 6  | 7  | -1   |
| 5    | Anorthosis Famagouste T C | 7   | 7 | 3 | 1 | 3 | 7  | 10 | -3   |
| 6    | Olympiakos Nicosie        | 6   | 7 | 1 | 4 | 2 | 13 | 12 | +1   |
| 7    | EPA Larnaca               | 6   | 7 | 3 | 0 | 4 | 7  | 13 | -6   |
| 8    | AEL Limassol              | 5   | 7 | 2 | 1 | 4 | 11 | 13 | -2   |
| 9    | Pezoporikos Larnaca       | 4   | 6 | 1 | 2 | 3 | 10 | 14 | -4   |
| 10   | Alki Larnaca              | 3   | 7 | 1 | 1 | 5 | 13 | 18 | -5   |
| 11   | Aris Limassol             | 3   | 7 | 1 | 1 | 5 | 2  | 10 | -8   |

|  | Qualification pour la Coupe des Coupes 1964-1965                                       |
|  | Relégation directe en deuxième division                                                |
|  | T : Tenant du titre C : Vainqueur de la Coupe de Chypre P : Promu de deuxième division |

## Bilan de la saison
| Championnat de Chypre de football 1963-1964 |                       |
| Champion                                    | Aucun                 |
| Coupes et trophées                          |                       |
| Vainqueur de la Coupe de Chypre 1963-1964   | Anorthosis Famagouste |
| Vainqueur de la Supercoupe de Chypre        | APOEL Nicosie         |
| Qualifications continentales                |                       |
| Coupe des Coupes 1964-1965                  | Anorthosis Famagouste |
| Promotions et relégations                   |                       |
| Promus en Cypriot First Division            | Aucun                 |
| Relégués en Cypriot Second Division         | Aucun                 |